# Nationale (metropolitana di Parigi)
Nationale è una stazione sulla linea 6 della metropolitana di Parigi, sita nel XIII arrondissement di Parigi.

## La stazione

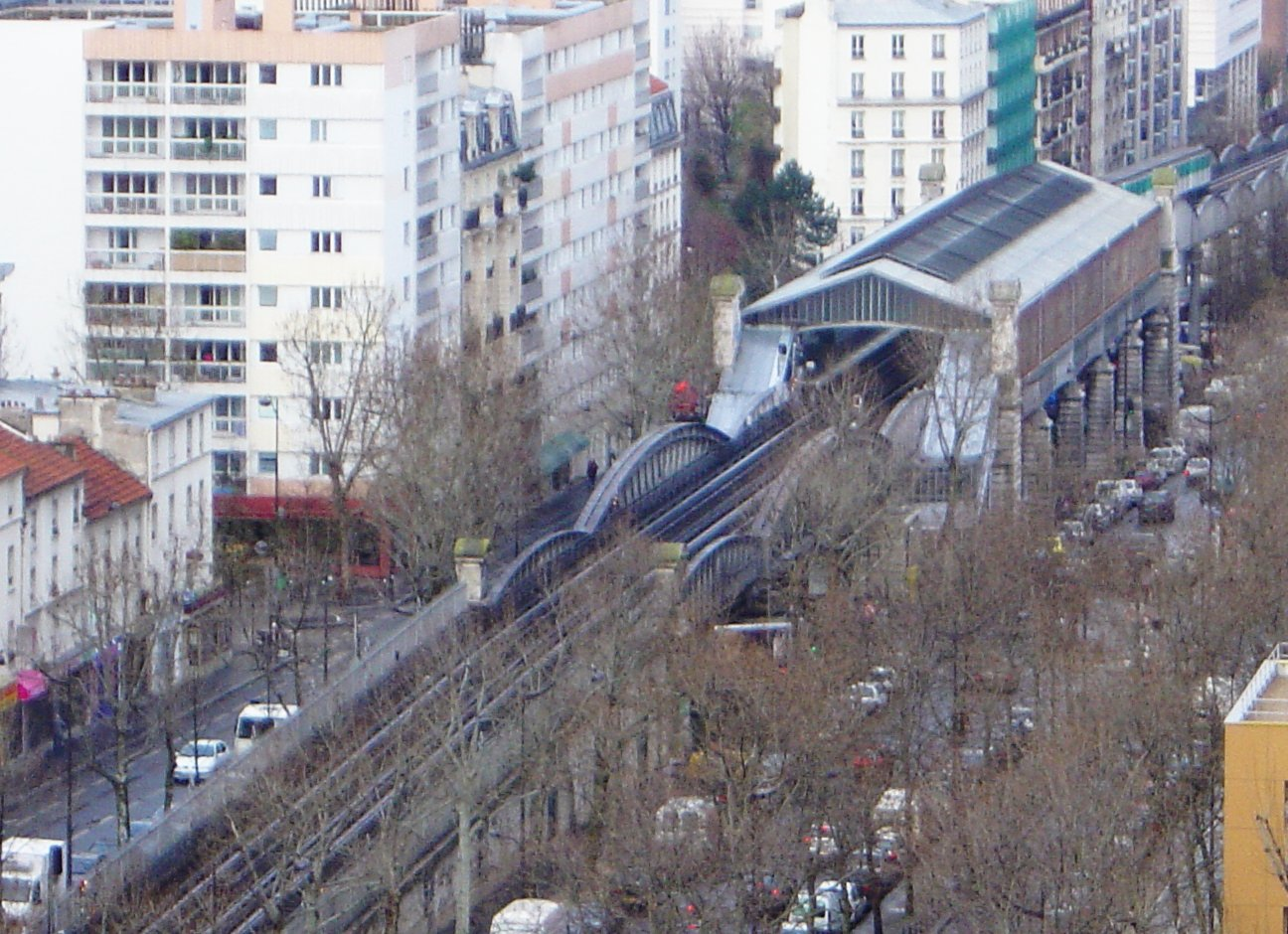
Vista aerea della stazione.

### Situazione
La stazione è costruita su di un viadotto e corre parallela a boulevard Vincent Auriol, ad est di rue Nationale.

### Origine del nome
Il nome della stazione deriva dalla rue Nationale che, a sua volta, lo mutuava dalla Garde nationale, una milizia civica creata dalla borghesia ai tempi della Rivoluzione francese.

### Storia
La stazione venne aperta il 1º marzo 1909.

## Accessi
- scale sul terrapieno ai numeri 124 e 143, boulevard Vincent Auriol

## Interconnessioni
- Bus RATP - 27
- Noctilien - N31